# Provincia di Chiclayo
La provincia di Chiclayo è una provincia del Perù, situata nella regione di Lambayeque.

## Geografia antropica

### Suddivisioni amministrative
È suddivisa in venti distretti:
- Cayalti[3]
- Chiclayo[4]
- Chongoyape[5]
- Eten[6]
- Puerto Eten
- José Leonardo Ortiz
- La Victoria
- Lagunas
- Monsefu
- Nueva Arica
- Oyotún
- Patapo
- Picsi
- Pimentel
- Pomalca[7]
- Pucalá
- Reque
- Saña
- Santa Rosa
- Tumán